# Милан Туба
Милан Туба (Лучани, 27. август 1952.) редовни је професор рачунарских наука, математике и електротехнике, руководилац пројекта вештачке интелигенције Универзитета Сингидунум у Београду, и проректор за науку Универзитета Синергија у Бијељини. Уврштен је на Станфордску листу 2% најутицајнијих научника света у свим дисциплинама за године 2020., 2021. и 2022. Био је проректор за међународну сарадњу Универзитета Сингидунум, шеф Департмана за математичке науке Државног универзитета у Новом Пазару и декан Факултета рачунарских наука Универзитета Џон Незбит. Проф. Туба је аутор или коаутор око 300 научних радова, цитиран преко 6500 пута и уредник, коуредник или члан уређивачког одбора или научног одбора низа научних часописа, Спрингер монографија, конгреса и конференција. Одржао је по позиву преко 90 уводних говора, пленарних и инаугуралних предавања на међународним конгресима и конференцијама.

## Биографија
Дипломирао је математику на тадашњем ПМФ у Београду 1976. године.
Магистрирао из области математичких наука на истом факултету 1979. године. Добио је научне степене M.Sc. 1986. и M.Ph. 1989. на New York University, Courant Institute of Mathematical Sciences у области рачунарских наука.
Од 1983. до 1993. боравио је у САД као последипломац, асистент и наставник на Vanderbilt University, New York University и Cooper Union. Од 1976. до 1983. био је асистент на Катедри за вероватноћу и математичку статистику и Катедри за програмирање и нумеричку математику, ПМФ Београд. Од 1983. до 1987. године био је асистент на Vanderbilt University и New York University. Од 1987. до 1993. био је доцент електротехнике на Cooper Union универзитету у Њујорку.
По повратку из САД, од 1994. године је доцент, а од 2001. ванредни професор на Катедри за рачунарство и информатику Математичког факултета у Београду.
Публиковао је збирку статистичких програма као поглавље у универзитетском уџбенику „Математичка статистика“ аутора С. Стојановића, Научна књига, Београд 1980. Објавио је монографију , 2000.
Као наставник предавао је на Cooper Union универзитету у Њујорку (редовне и последипломске студије) предмете: Микропроцесори, Микропроцесорски пројекти, Електроника, Оперативни системи, Рачунарска графика, Рачунарско процесирање слика, VLSI дизајн, Програмски језици, Случајни процеси, Дипломски радови. На Математичком факултету у Београду предавао је следеће предмете: Програмски системи, Оперативни системи, Микрорачунари са применама, Технологија програмирања, Рачунари и програмирање, Методика наставе рачунарства, Примена рачунара у биологији, Програмирање за физичаре, Рачунарство I и II на ПМФ у Крагујевцу и Бањој Луци.
Био је члан редакционих одбора више научних и стручних часописа, председник Комисије за такмичења из информатике, руководилац летњих школа, члан Комисије Министарства просвете за средњошколске програме, управник Рачунарске лабораторије, директор Лабораторија за микропроцесоре и VLSI на Cooper Union у Њујорку, руководилац пројекта CURF 6442 за развој дијагностичког инструмента за рак простате, главни истраживач на NSF пројекту развоја лабораторија. Публиковао је многе стручне радове и одржао многа јавна предавања. Члан је ACM од 1983, IEEE од 1984, New York Academy of Sciences од 1987.
Као истраживач од 2006. учествује на пројекту бр. 144007. „Математички модели и методе оптимизације са применама“ Министарства за науку Републике Србије.
Има шесторо деце.